# Karl Borromäus

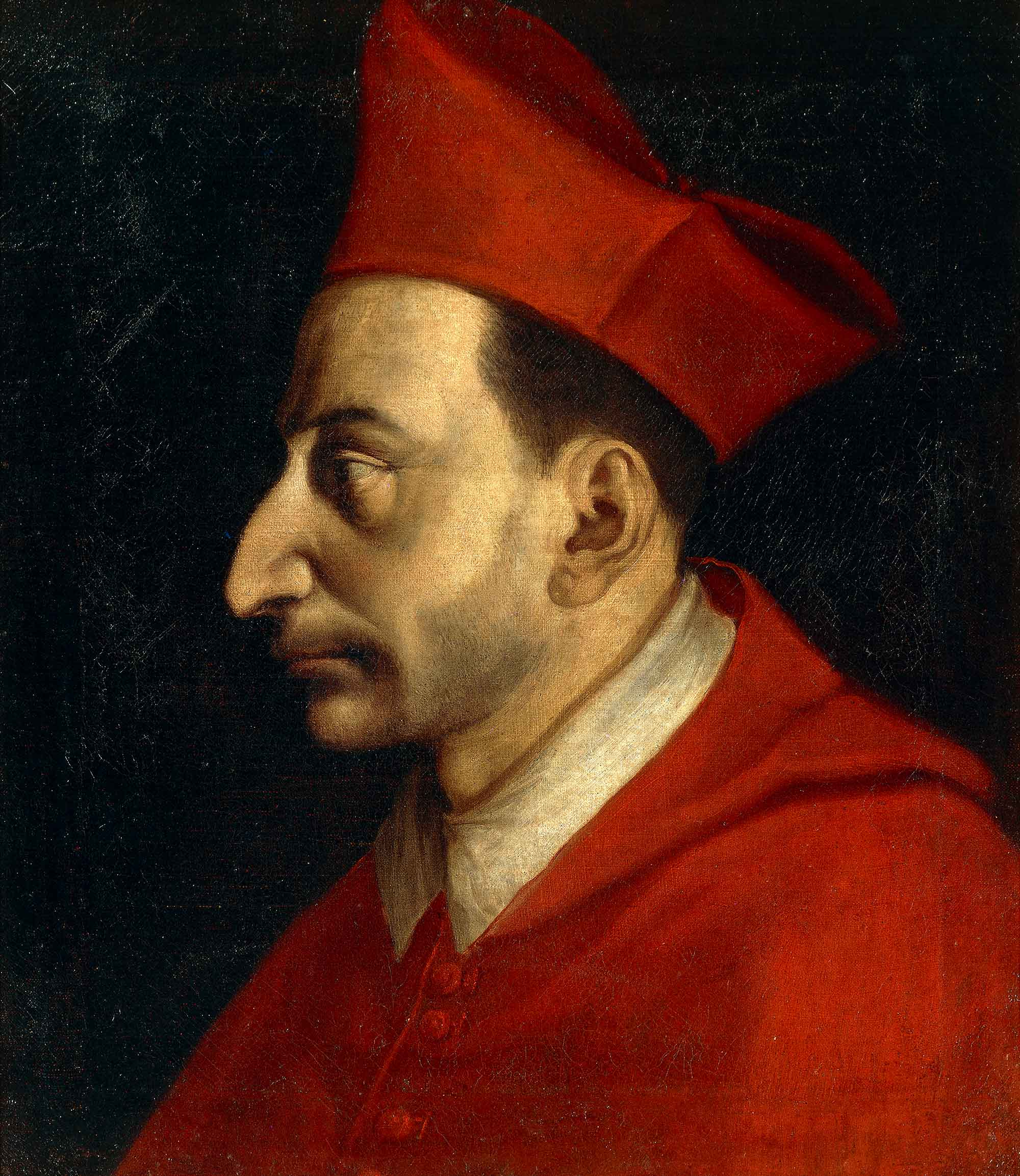
Karl Borromäus – Gemälde von Giovanni Ambrogio Figino (1548–1608).

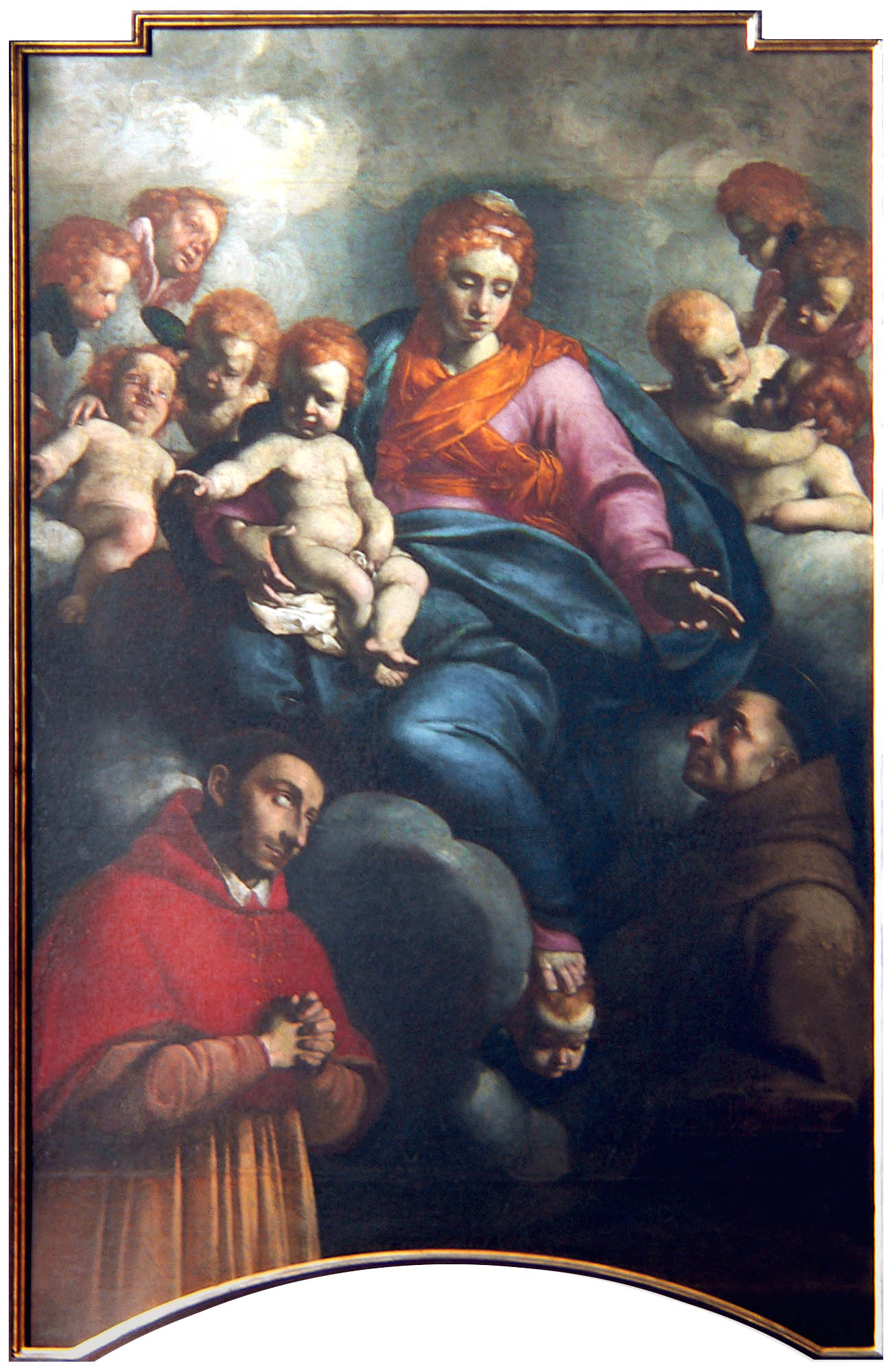
Karl Borromäus (unten links) auf einem Gemälde von Carlo Ceresa, 1581

Karl Borromäus (italienisch Carlo Borromeo; * 2. Oktober 1538 bei Arona; † 3. November 1584 in Mailand) war Kardinal, Erzbischof von Mailand und ein bedeutender Vertreter der Katholischen Reform nach dem Konzil von Trient. Er stammte aus dem italienischen Adelsgeschlecht Borromeo und wird in der römisch-katholischen Kirche als Heiliger verehrt.

## Leben
Karl Borromäus wurde als Sohn des Gilberto Borromeo, Graf von Arona, und der Margherita de’ Medici in der Burg von Arona am Lago Maggiore geboren. Er studierte an der Universität Pavia Profan- und Kirchenrecht und erlangte 1559 den Doktorgrad beider Rechte. Anfang 1560 wurde er von Pius IV., seinem Ende 1559 zum Papst gewählten Onkel, als Apostolischer Protonotar und Kardinalnepot nach Rom geholt und mit päpstlichen Verwaltungsaufgaben betraut. Am 31. Januar 1560 erfolgte die Ernennung zum Kardinal. Er betrieb die Einberufung und den Fortgang der dritten und letzten Sitzungsperiode des Konzils von Trient in den Jahren 1562/63 und spielte in der Folgezeit eine wichtige Rolle bei der Umsetzung der Konzilsbeschlüsse, vor allem in der Reform der Bistumsverwaltung und der Seelsorge. Er leitete die Redaktionskommission des einflussreichen Catechismus Romanus.
Bereits am 7. Februar 1560 war er zum Administrator des Bistums Mailand eingesetzt worden, ohne aber die Priesterweihe zu erhalten. Am 14. Februar 1560 wurde er Kardinaldiakon von Santi Vito, Modesto e Crescenzia und am 4. September 1560 von Santi Silvestro e Martino ai Monti. Am 21. Dezember 1560 empfing er die Weihe zum Diakon. Am 4. Juni 1563 stieg er in die Klasse der Kardinalpriester auf und behielt sein Titelkirche. Nach einer persönlichen religiösen Wende wurde er am 4. September 1563 zum Priester und am 7. Dezember 1563 zum Bischof geweiht. Er führte fortan ein asketisches Leben im Gebet und als aktiver Seelsorger. 1564 wurde er Präfekt der Konzilskongregation. Am 12. Mai 1564 wurde er dann Erzbischof von Mailand und im Oktober 1564 Erzpriester von Santa Maria Maggiore. Am 17. November 1564 erhielt er die Titelkirche Santa Prassede. Im September 1565 trat er als Präfekt der Konzilskongregation zurück und wurde am 7. November 1565 Kardinalgroßpönitentiar. Er gab freiwillig seinen privilegierten Platz an der päpstlichen Kurie auf, um 1566 nach dem Tod von Pius IV. nach Mailand umzusiedeln und sich mit persönlichem Einsatz um das als heruntergekommen geltende Erzbistum zu kümmern. Es wurde durch sein Wirken zu einer Vorzeigediözese. Bereits zuvor hatte er 1561 in der zum Erzbistum Mailand gehörigen Universitätsstadt Pavia das Studenteninternat Collegio Borromeo gegründet, um vor allem ärmeren Studenten zu helfen, die nicht über ausreichende Geldmittel für einen Studienaufenthalt in Pavia verfügten. Seine Reformmaßnahmen stießen auf Widerstand bei einigen Mönchsorden, insbesondere bei den Humiliaten. Vier Angehörige dieses Ordens verübten 1569 einen Mordanschlag auf den Bischof, der jedoch scheiterte. Am 12. Dezember 1572 trat er als Großpönitentiar zurück.
Im Zuge der Gegenreformation setzte sich Karl Borromäus sowohl für eine moralische Erneuerung der römisch-katholischen Kirche als auch für den Kampf gegen den Protestantismus ein. So war er 1559 an dem Ketzerprozess gegen Georg von Ghese beteiligt. Als päpstlicher Visitator der Schweiz wirkte Karl Borromäus bis in die höchstgelegenen Orte des Engadins und gründete 1579 das Collegium Helveticum. Während er im Herzogtum Mailand die Unterstützung der weltlichen Macht genoss, traf er in Graubünden auf den Widerstand der Obrigkeit, die keine Verfahren wegen Häresie zuließ. Als Borromäus 1583 vom Generalrat des überwiegend katholischen Misoxertales um Hilfe gegen die – vielfach aus Italien geflohenen – Protestanten gebeten wurde, wurde dieses Hindernis dadurch umgangen, dass man die Verdächtigen stattdessen der Hexerei bezichtigte. Hiergegen hatte die weltliche Obrigkeit in Graubünden nichts einzuwenden. Von 108 Angeklagten wurden elf durch die weltliche Gewalt verbrannt, die übrigen kehrten unter Folter zur Kirche zurück. Im benachbarten Calancatal wurde ähnlich verfahren, von 50 protestantischen Familien des Tales soll nach Borromäus’ Abreise keine mehr übrig gewesen sein.
Borromäus setzte sich in den Jahren von 1576 bis 1578 für die umfangreiche Fürsorge der an der Pest Erkrankten ein, was seiner Gesundheit abträglich war. Er starb im Alter von 46 Jahren. Starken Eindruck scheint Karl Borromäus damit auf seinen Verwandten Aloisius von Gonzaga (1568–1591) gemacht zu haben, den er auf die erste Heilige Kommunion vorbereitete. Aloisius trat 1585, im Jahr nach Borromäus’ Tod, in den Jesuitenorden ein, starb mit 23 Jahren, nachdem er sich intensiv um die Pflege von Pestkranken gekümmert hatte, und wurde 1605 heiliggesprochen.

## Kanonisierung und Patronate
Der bereits zu Lebzeiten als Idealtypus des christlichen Kirchenfürsten verehrte Borromäus wurde am 1. November 1610 von Papst Paul V. heiliggesprochen. Die Seligsprechung fand am 12. Mai 1602 auf Diözesanebene statt. Sein katholischer Gedenktag ist der 4. November. Es handelt sich dabei um einen gebotenen Gedenktag im Allgemeinen Römischen Kalender.
Borromäus ist Schutzpatron der Universität Salzburg sowie der Seelsorger und Priesterseminaristen. Er wird bei Pestepidemien angerufen.

## Borromäussonntag
1925 beschloss die Fuldaer Bischofskonferenz, den Sonntag nach dem 4. November als „Borromäussonntag“ zu begehen. An diesem Tag sollen die Priester die Gläubigen auf die örtlichen Pfarrbüchereien hinweisen und für das „gute Buch“ werben. Heute wird der „Borromäussonntag“ üblicherweise als „Buchsonntag“ bezeichnet.

## Bauernregel
Die dem Namenstag vom 4. November entsprechende Bauernregel lautet:
- Wenn’s an Karolus stürmt und schneit, dann lege deinen Pelz bereit.

## Denkmäler und Namensehrungen

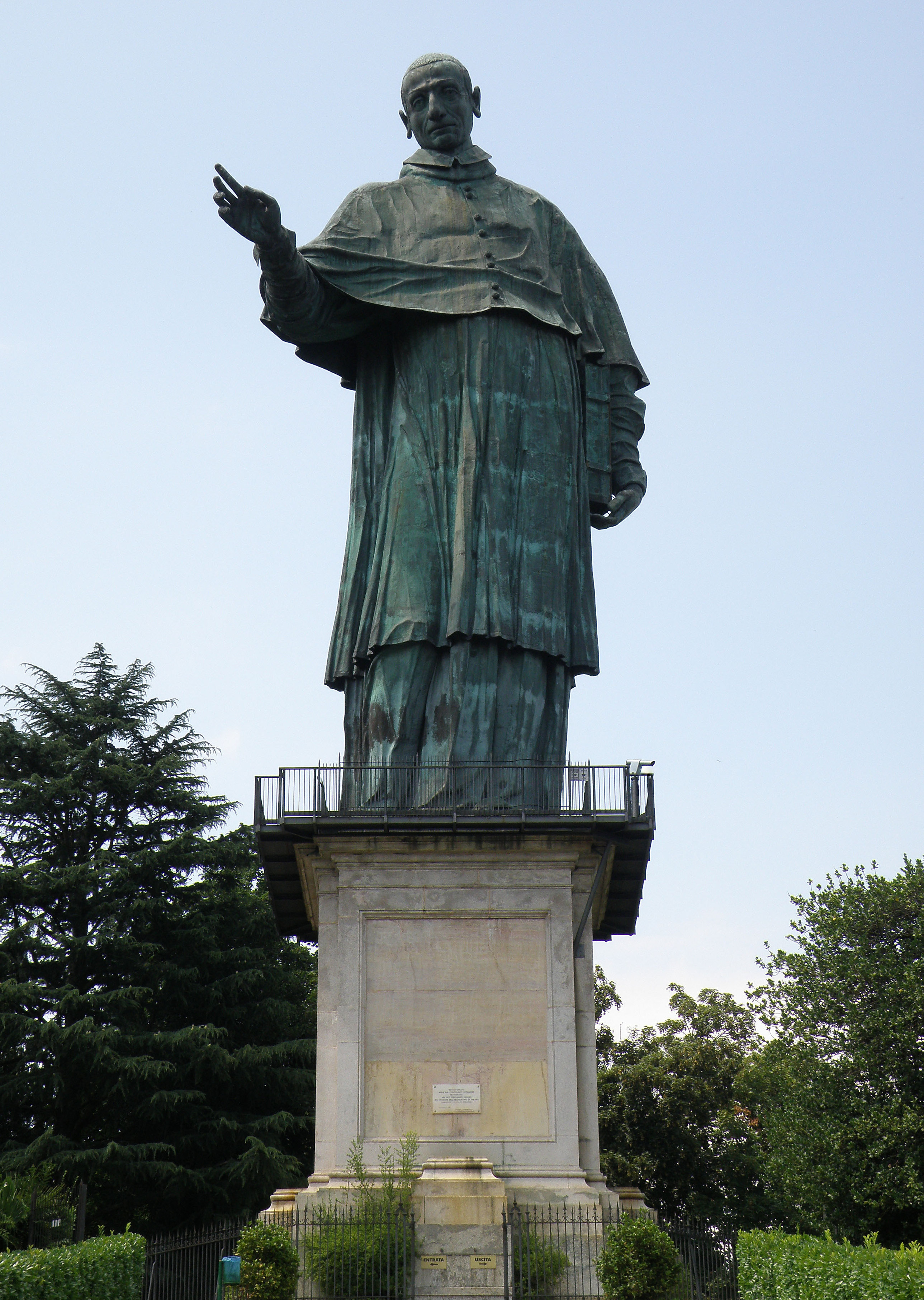
Kolossalstatue bei Arona

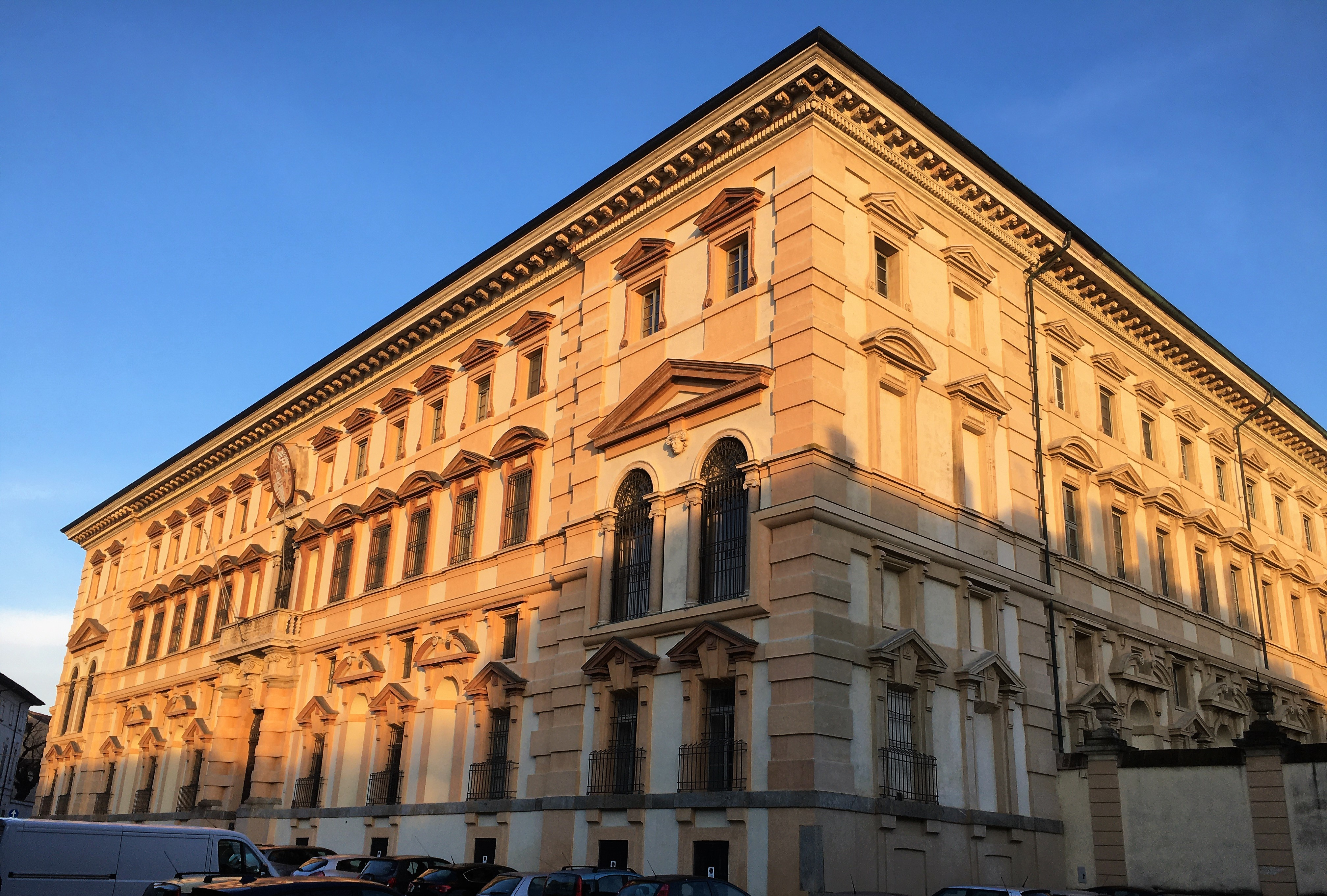
Studenteninternat Collegio Borromeo in Pavia

Borromäus auf dem Wappen von Cunter

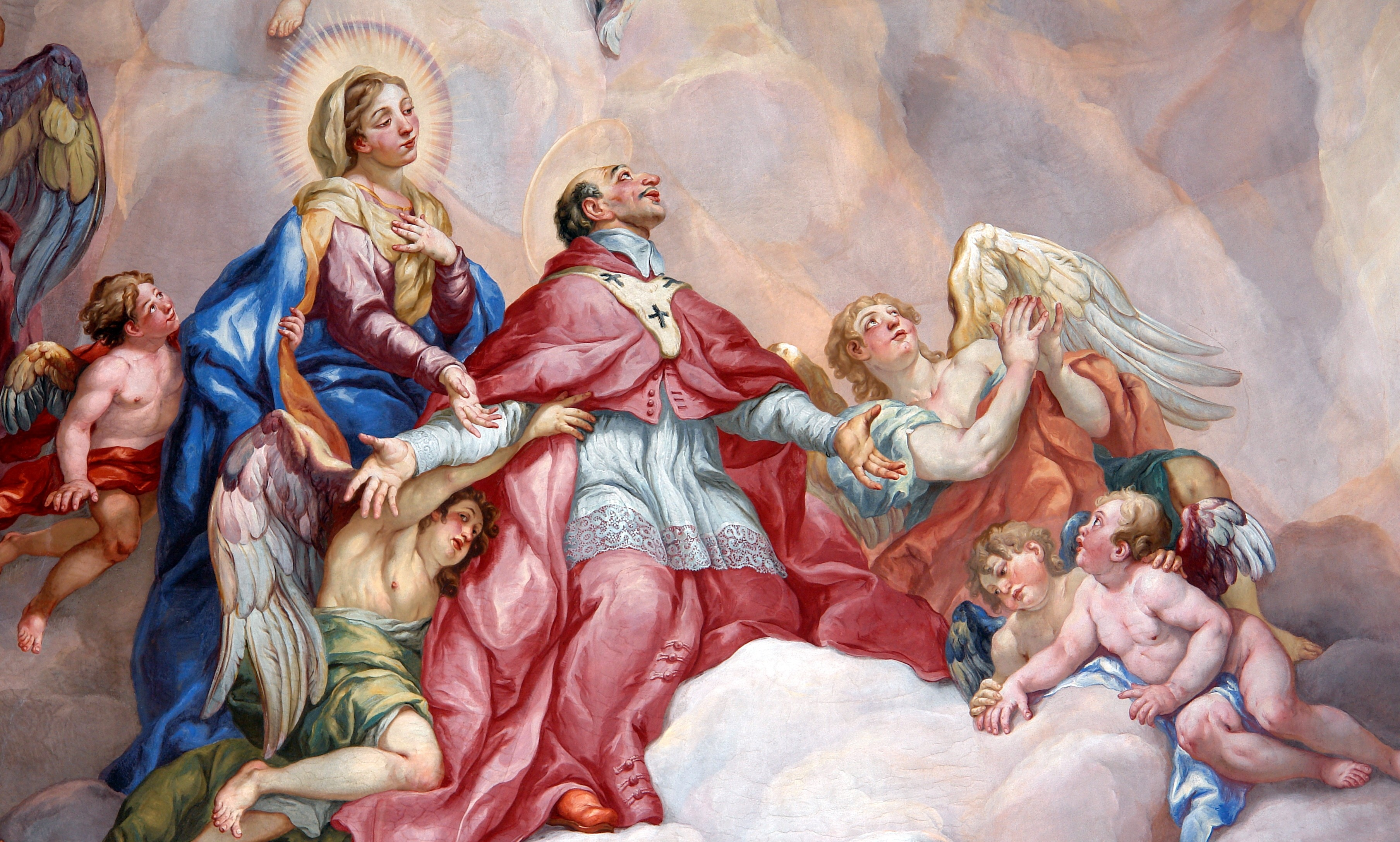
Karl Borromäus in der Wiener Karlskirche (Johann Michael Rottmayr)

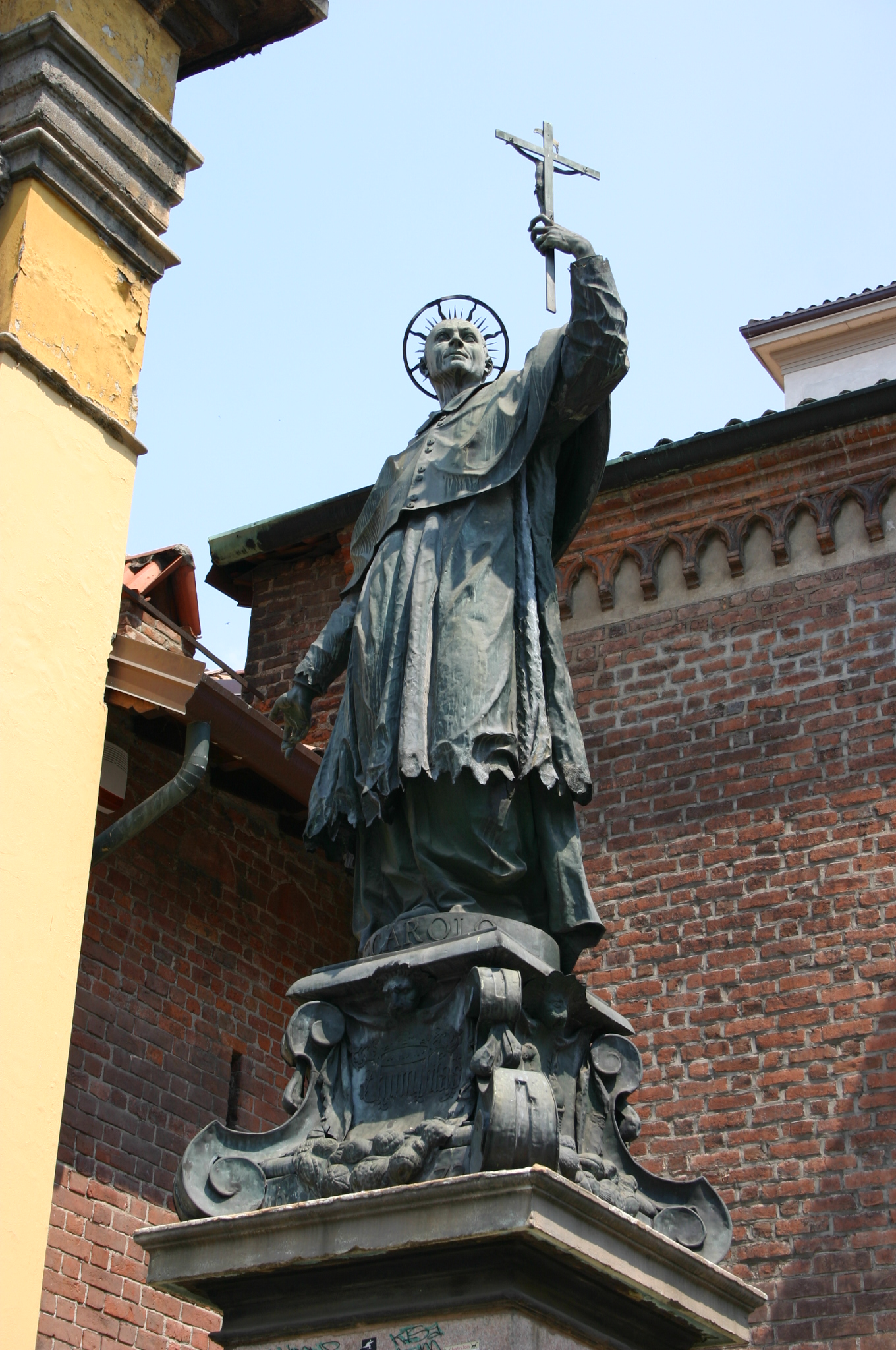
Statue in Mailand (von Dionigi Bussola)

Auf Initiative seines Vetters Federico Borromeo wurde 1624 in seiner Geburtsstadt Arona mit der Errichtung einer 23 Meter hohen Kupfer-Kolossalstatue begonnen. Im Jahre 1697 wurde das Denkmal in Arona vollendet. Der Carlone, der „Riesenkarl“, wie er im Volksmund genannt wird, war ursprünglich in Marmor geplant, ausgeführt wurde die Kolossalstatue aber dann in Kupfer. Federico Borromeo war von dem Vorbild seines berühmten und um 26 Jahre älteren Cousins so beeindruckt, dass er ernsthaft erwog, die Ernennung zum Erzbischof von Mailand durch Papst Clemens VIII. abzulehnen.
Stendhal schrieb im Jahr 1800 über die Statue an seine Schwester: „Schweigend beherrscht diese Statue den See. Lange Zeit hatte sie nichts in ihrer Ruhe gestört, bis vor kurzem bei der Belagerung von Arona eine Kanonenkugel ihre Brust traf, glücklicherweise ohne sie zu beschädigen. Niemals habe ich ein schöneres Bild gesehen.“
In Wien errichtete Kaiser Karl VI. nach dem Pestjahr 1713 zu Ehren von Borromäus die Karlskirche; im Jahr 1908 wurde in Wien-Landstraße (3. Bezirk) der Gemeindeplatz in Karl-Borromäus-Platz umbenannt.
1908 bis 1910 wurde auf dem Wiener Zentralfriedhof nach Entwürfen von Max Hegele die Friedhofskirche zum heiligen Karl Borromäus erbaut.
Am 27. März 1865 wurde von der katholischen Kirchengemeinde in Leer ein Kranken- und Armenhaus namens Borromäus-Hospital gegründet.
Die sogenannte Borromäus-Enzyklika, die 1910 von Papst Pius X. anlässlich des 300. Jahrestags der Heiligsprechung Borromäus’ veröffentlicht wurde, sorgte für Proteste, da der Papst darin die Reformation, gegen die Borromäus angekämpft hatte, als „Rebellion und Perversion des Glaubens“ bezeichnete.
Nach Borromäus sind auch das Collegium Borromaeum, das Priesterseminar des Erzbistums Freiburg und das Priesterseminar Borromaeum des Bistums Münster benannt.
Die Pfarrkirche von Philippsreut in Bayerischen Wald ist, wie auch der Pfarrsaal, dem heiligen Karl Borromäus geweiht. Der Heilige ist hier seit dem Jahr 1900 Patron, zunächst als Patron der 1900 errichteten Dorfkapelle, dann ab 1928 als Patron der Expositurkirche, die im April 1945 durch Granateneinschlag zerstört wurde. Die in den Jahren 1945 bis 1950 neu errichtete Pfarrkirche in der Ortsmitte wurde am 11. Oktober 1950 erneut zu Ehren des heiligen Karl Borromäus geweiht. Der am 5. April 2009 geweihte Pfarrsaal trägt den Namen „Pfarrsaal St. Karl Borromäus“. In der Kirche befinden sich zwei Borromäus-Statuen.
Karl Borromäus ist Schutzpatron der katholischen Kirchengemeinde St. Karl Borromäus in Winnenden, einer nach ihm benannten Kapelle in Rheineck und einer Kirche in Köln-Sülz.
Auch das sogenannte kleine Seminar (Erzbischöfliche Privatgymnasium) der Erzdiözese Salzburg, das Borromäum, trägt seinen Namen.
In Hohenems in Vorarlberg ist die Stadtpfarrkirche dem heiligen Karl Borromäus geweiht. Er ist Stadtpatron angesichts seines kurzen und einzigen Besuchs bei Graf Jakob Hannibal, dem Gatten seiner Halbschwester Hortensia, im Jahre 1570.
Die Carolus Borromeuskerk in Antwerpen ist ebenfalls nach ihm benannt.
Cunter, ein Ort in Graubünden, zeigt ihn auf dem Gemeindewappen.
Das nicaraguanische San Carlos im Departamento Rio San Juan ist nach ihm benannt.